# Dolichandrone
Dolichandrone (Fenzl.) Seem., 1862 è un genere di piante della famiglia Bignoniaceae.

## Tassonomia
Il genere comprende le seguenti specie:
- Dolichandrone alba (Sim) Sprague
- Dolichandrone alternifolia (R.Br.) Seem.
- Dolichandrone arcuata (Wight) C.B.Clarke
- Dolichandrone atrovirens (Roth) K.Schum.
- Dolichandrone columnaris Santisuk
- Dolichandrone falcata (Wall. ex DC.) Seem.
- Dolichandrone filiformis (DC.) Fenzl ex F.Muell.
- Dolichandrone heterophylla (R.Br.) F.Muell.
- Dolichandrone serrulata (Wall. ex DC.) Seem.
- Dolichandrone spathacea (L.f.) Seem.

## Distribuzione e habitat
Le specie di questo genere sono diffuse in Africa orientale, Indomalesia, Australia tropicale e Nuova Caledonia.